# Antillattus placidus
Antillattus placidus là một loài nhện trong họ Salticidae.
Loài này thuộc chi Antillattus. Antillattus placidus được Elizabeth Bangs Bryant miêu tả năm 1943.